# 水野神菜
水野 神菜（みずの かんな、1994年6月23日 - ）は兵庫県出身、MSエンタテインメント所属のタレント。

## 人物
- 趣味：字を書くこと。
- 特技：トロンボーン、ピアノの演奏。
- モーニング娘。Happy8期オーディション受験者。
- JK21に在籍していた。

## 出演作品

### 映画
- 「結び目」監督：小沼雄一（2009年6月26日、アムモ）14歳時の絢子 役
- 「Re:Play-Girls リプレイガールズ 幻影学園」監督：齊藤勇貴（2010年8月1日、アドウェイズピクチャーズ）モモ 役

### 舞台
- MSエンタテインメントライブ「声おうよ〜MS Songs〜」（2009年7月29日、赤坂BLITZ）千佳子 役

### DVD
- 「ふたりかくれんぼ」監督：久本樹（2010年9月3日、ブロードウェイ）吉岡ゆり子 役

### 書籍
- Girls! アイドルトレーディングカード大全 vol.30（2010年3月5日、双葉社）ISBN 978-4575451375
- memew Vol.39（2010年5月27日、近代映画社）ISBN 978-4764871625
- CM NOW 2010年7-8月号 Vol.145（2010年6月10日、玄光社）

### その他
- 「冬花火」風花（PV）